# Lissègazoun
Lissègazoun är ett arrondissement i kommunen Allada i Benin. Det hade 11 856 invånare år 2002.